# Kyphosus saltatrix
Kyphosus saltatrix är en fiskart som först beskrevs av Carl von Linné 1758.  Kyphosus saltatrix ingår i släktet Kyphosus och familjen Kyphosidae. Inga underarter finns listade i Catalogue of Life.